# توه سرخكنسار (مقاطعة إسلام آباد غرب)
توه‌سرخكنسار (بالفارسية: توه‌سرخک‌نسار) هي قرية تقع في كرمانشاه في إيران. يقدر عدد سكانها بـ 132 نسمة بحسب إحصاء 2016.